# Glee: The Music, The Rocky Horror Glee Show
Glee: The Music, The Rocky Horror Glee Show is een soundtrackalbum van de cast van de Amerikaanse televisieserie Glee. Het album bevat zeven liedjes uit de aflevering The Rocky Horror Glee Show. In deze Halloweenaflevering brengen de zangers de horrormusical The Rocky Horror Show uit 1973 weer tot leven.

## Liedjes
| Nr. | Titel                                            | Duur |
| --- | ------------------------------------------------ | ---- |
| 1.  | Science Fiction Double Feature                   | 4:28 |
| 2.  | Damn It, Janet                                   | 2:41 |
| 3.  | Whatever Happened to Saturday Night?             | 3:04 |
| 4.  | Sweet Transvestite                               | 2:59 |
| 5.  | Touch a Touch a Touch a Touch Me                 | 2:29 |
| 6.  | There's a Light (Over at the Frankenstein Place) | 2:33 |
| 7.  | Time Warp                                        | 3:13 |

## Medewerkers aan dit album
- Adam Anders – arrangeur, geluidstechnicus, muziekproducent en vocalist
- Alex Anders – geluidstechnicus
- Nikki Anders – vocalist
- Peer Åström – arrangeur, geluidmixer en producer
- Dave Bett – artdirector
- Per Björling – arrangeur
- PJ Bloom – “music supervisor”
- Geoff Bywater – “music executive”
- Deyder Cintron – assistent-geluidstechnicus
- Kamari Copeland – vocalist
- Tim Davies – vocalist
- Dante DiLoreto – uitvoerend producent
- Brad Falchuk – uitvoerend producent
- Heather Guibert – coördinatie
- Missi Hale – vocalist
- Tobias Kampe-Flygare - vocalist
- Storm Lee – vocalist
- David Loucks – vocalist
- Meaghan Lyons – coördinatie
- Dominick Maita – “mastering”
- Maria Paula Marulanda – artdirector
- Ryan Murphy – producent en uitvoerend producent
- Richard O'Brien – componist
- Martin Persson – arrangeur, componist en programmeur
- Stefan Persson – arrangeur
- Patrick Randak – fotografie
- Federico Ruiz – ontwerp
- Jenny Sinclair – coördinatie
- Windy Wagner – vocalist

## Uitgebracht
| Land             | Datum (2010) | Vorm van uitgave (cd, dd) |
| ---------------- | ------------ | ------------------------- |
| Canada           | 19 oktober   | cd, dd                    |
| Duitsland        | 19 oktober   | cd                        |
| Ierland          | 19 oktober   | dd                        |
| Verenigde Staten | 19 oktober   | cd, dd                    |
| Japan            | 26 oktober   | cd                        |
| Australië        | 29 oktober   | cd, dd                    |